# Bopolu
Bopolu – miasto w zachodniej Liberii, stolica hrabstwa Gbarpolu. Według danych na rok 2008 liczy 2908 mieszkańców.